# Joy Buolamwini

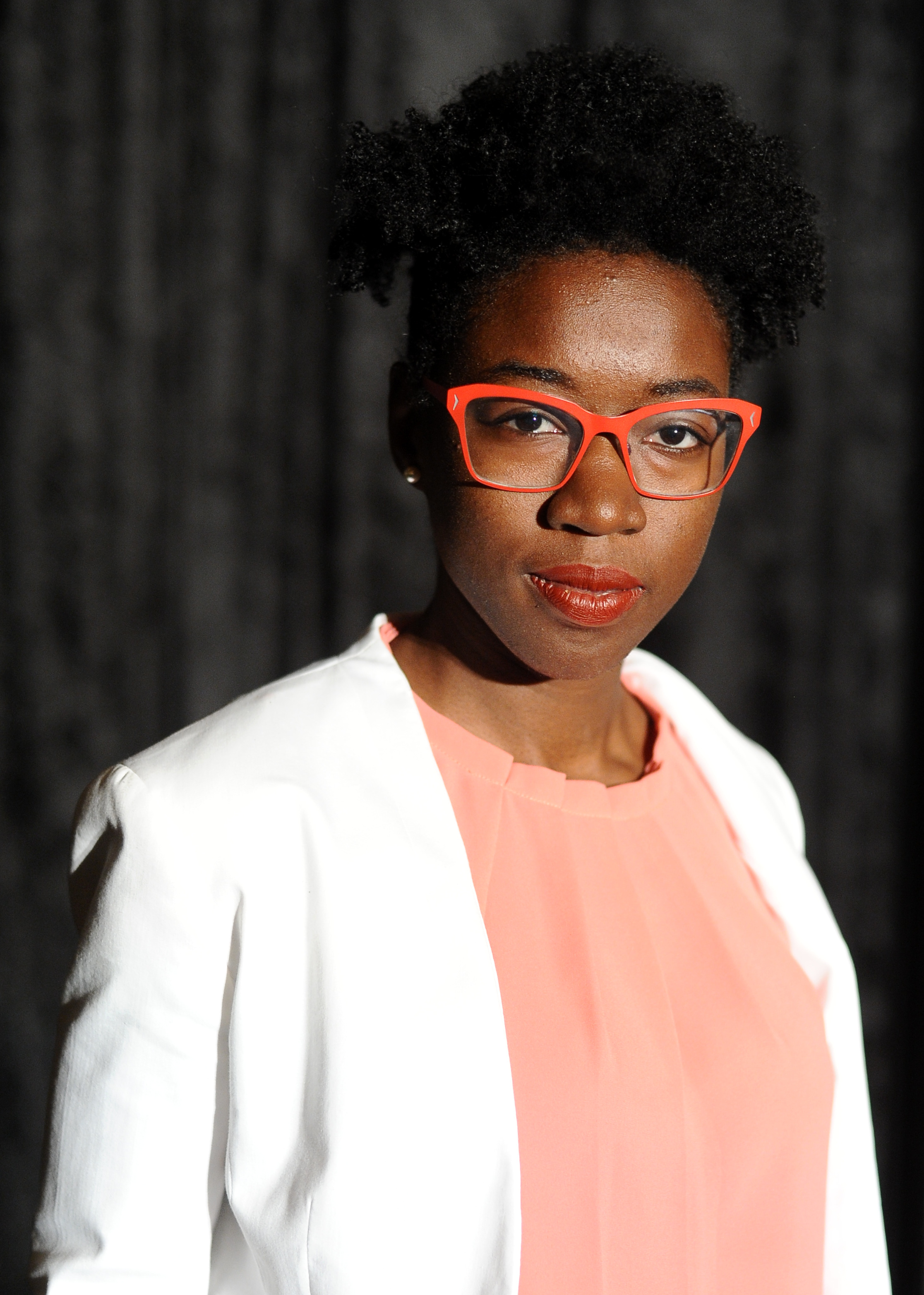
Joy Buolamwini in 2018

Joy Adowaa Buolamwini (* 1989 in Edmonton, Kanada) ist eine ghanaisch-amerikanisch-kanadische Informatikerin und digitale Aktivistin.
Sie forscht am MIT Media Lab und hat einen PhD in Media Arts and Sciences. Sie gründete die Algorithmic Justice League, eine Organisation, die sich gegen Voreingenommenheit bei der Entscheidungsfindung durch Künstliche Intelligenz einsetzt.

## Kindheit und Studium
Buolamwini wuchs in Mississippi auf und besuchte die Cordova High School in Memphis (Tennessee). Im Alter von 9 Jahren wurde sie von Kismet, dem MIT-Roboter, inspiriert und brachte sich selbst XHTML, JavaScript und PHP bei.
Während ihres Studiums studierte Buolamwini Informatik am Georgia Institute of Technology, wo sie sich mit Gesundheitsinformatik beschäftigte. Buolamwini erhielt 2012 einen Bachelor-Abschluss als Stamps President’s Scholar an der Georgia Tech. 2009 wart sie die jüngste Finalistin des Georgia Tech InVenture Prize.
Buolamwini ist Rhodes-Stipendiatin, Fulbright-Stipendiatin, Stamps-Stipendiatin, Astronaut-Stipendiatin und Stipendiatin des Anita Borg Institute for Women and Technology. Als Rhodes-Stipendiatin studierte sie Learning and Technology an der Oxford University und arbeitete an gemeinwohlorientierten Projekten im Rahmen eines sozialen Jahres. 2017 erhielt sie einen Master-Abschluss in Media Arts and Sciences vom MIT. Im Jahr 2021 erhielt sie einen Doktorgrad in Media Arts and Sciences vom MIT Media Lab für ihre Arbeit mit dem Titel Facing the Coded Gaze with Evocative Audits and Algorithmic Audits.

## Karriere und Forschung
2011 arbeitete sie mit dem Trachom-Programm des Carter Centers zusammen, um ein Android-basiertes Bewertungssystem für Äthiopien zu entwickeln und die Ausrottung der Krankheit weltweit zu unterstützen.

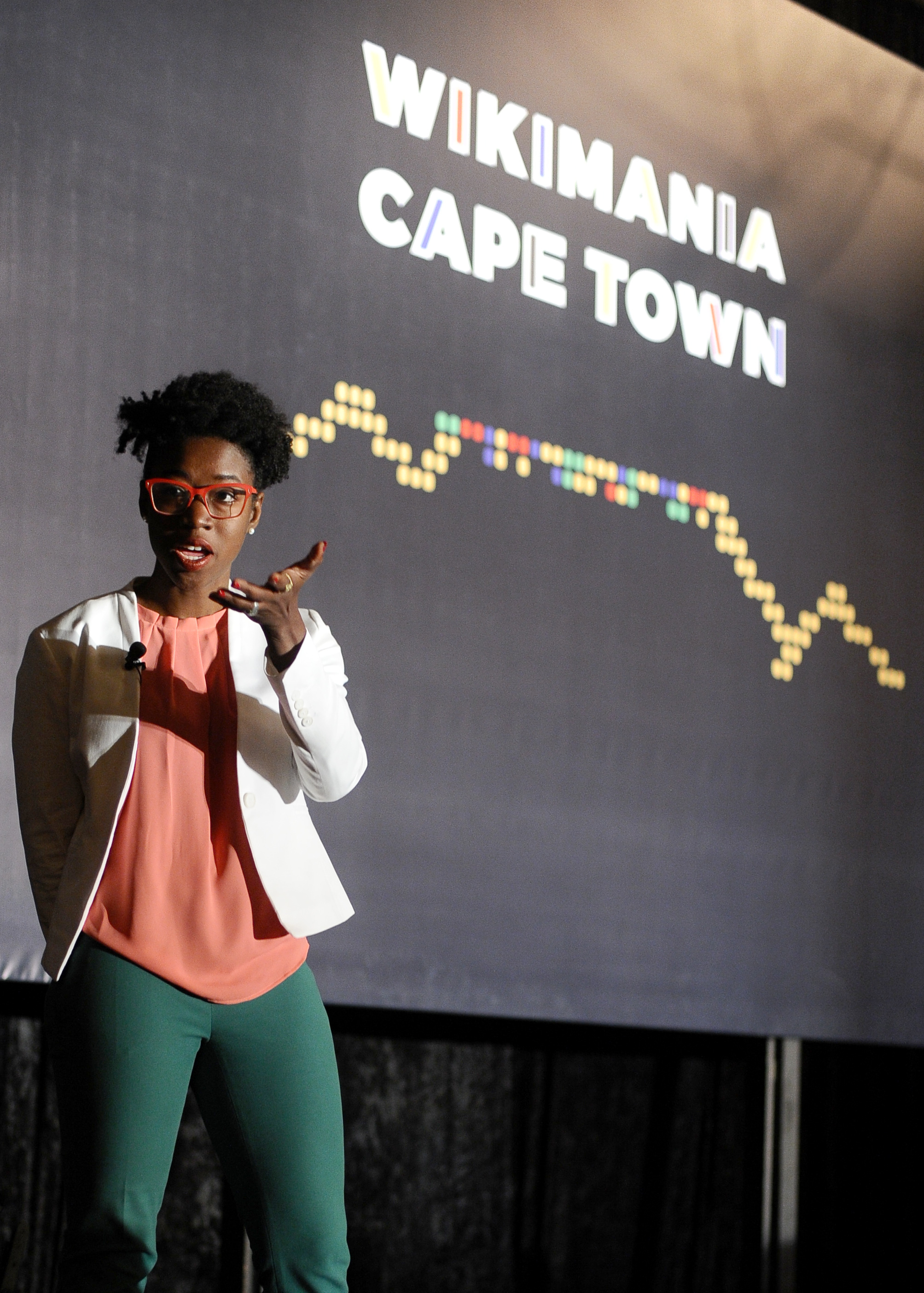
Joy Buolamwini bei der Wikimania 2018 in Kapstadt

Als Fulbright-Stipendiatin arbeitete Buolamwini 2013 mit einheimischen Informatikern in Sambia zusammen, um die sambische Jugend zu befähigen, Technologieentwickler zu werden.
Sie ist Forscherin am MIT Media Lab, wo sie Vorurteile in Algorithmen aufdeckt und Praktiken für die Rechenschaftspflicht bei deren Entwicklung entwickelt. Sie ist Mitglied von Ethan Zuckermans Center for Civic Media. Während ihrer Forschung zeigte Buolamwini Gesichtserkennungssystemen 1.000 Gesichter und bat sie zu erkennen, ob es sich um weibliche oder männliche Gesichter handelte. Sie stellte fest, dass es der Software schwer fiel, dunkelhäutige Frauen zu erkennen. Ihr Projekt, Gender Shades, hat in den Medien große Aufmerksamkeit erregt und wurde Teil ihrer MIT-Dissertation. Ihre 2018 veröffentlichte Arbeit Gender Shades: Intersectional Accuracy Disparities in Commercial Gender Classification (Intersektionale Genauigkeitsunterschiede in der kommerziellen Geschlechterklassifizierung) führte zu Reaktionen von IBM und Microsoft, die ihre Software schnell verbesserten. Mit ihrem Programm Algorithmic Justice League will sie auf die Voreingenommenheit im Code hinweisen, die zur Diskriminierung unterrepräsentierter Gruppen führen kann. Sie hat zwei Filme erstellt: "Code4Rights" und "Algorithmic Justice League: Unmasking Bias".
Sie war Chief Technology Officer bei Techturized Inc, einem Technologieunternehmen für Haarpflege.
Buolamwinis Forschung wird als Einfluss für Google und Microsoft bei der Bekämpfung von geschlechts- und rassenspezifischen Vorurteilen in ihren Produkten und Prozessen genannt.

## Aktivistin
Joy Buolamwini gründete 2016 die Algorithmic Justice League (AJL), um sich für eine gerechte und verantwortliche künstliche Intelligenz (KI) einzusetzen. AJL kombiniert Kunst und Forschung, um die gesellschaftlichen Auswirkungen und Schäden von KI zu beleuchten. Das Unternehmen hat es sich zur Aufgabe gemacht, das öffentliche Bewusstsein für die Auswirkungen von KI zu schärfen, Forschungsergebnissen zu verbreiten, den am meisten gefährdeten Gemeinschaften eine Stimme zu geben und die Tech-Industrie und den Kongress aufzurütteln.
Im Jahr 2019 sagte Buolamwini vor dem Committee on Oversight and Government Reform des US-Repräsentantenhauses über die Risiken der Gesichtserkennungstechnologie aus.

### Voicing Erasure
Voicing Erasure ist einer der neueren Forschungsbereiche auf der AJL-Website. Joy Buolamwini, Allison Koenecke, Safiya Noble, Ruha Benjamin, Kimberlé Crenshaw, Megan Smith und Sasha Costanza-Chock haben ein Podcast über Voreingenommenheit in Sprachsystemen produziert. Buolamwini und Koenecke sind die führenden Forscherinnen, die die Voreingenommenheit von Sprachsystemen aufdecken. Sie haben herausgefunden, dass Spracherkennungssysteme die größten Probleme mit afroamerikanischen Sprechern der englischen Umgangssprache haben, obwohl diese Systeme insgeheim unsere Gespräche belauschen. Das letzte Thema, das angesprochen wird, sind die schädlichen Geschlechterstereotypen, die durch die unterwürfige Natur von Siri, Alexa und Cortona aufrechterhalten werden.

### The Coded Gaze: Algorithmische Verzerrungen entlarven
The Coded Gaze (Der codierte Blick) ist ein Dokumentarfilm, das 2016 im Museum of Fine Arts, Boston uraufgeführt wurde und derzeit über YouTube verfügbar ist. Buolamwini nutzt den Dokumentarfilm, um sich auf die Verzerrungen zu konzentrieren, die in der Funktion der künstlichen Intelligenz liegen. Die Inspiration für den Dokumentarfilm und ihre Forschung kam, als sie am MIT war und ihr Kunstwerk "Aspire Mirror" schuf, das Gesichtserkennung nutzt, um eine andere Person, die einen inspiriert, auf das eigene Gesicht zu spiegeln. Buolamwini erwartete, dass sich Serena Williams, eine andere dunkelhäutige Frau, in ihrem Gesicht spiegeln würde. Die Technologie hat ihr Gesicht jedoch nicht erkannt. Buolamwinis Forschung geht der Frage nach, warum dies der Fall ist, und sie kommt zu dem Schluss, dass der Ausschluss von Menschen, die wie sie aussehen, auf einen Begriff zurückzuführen ist, den sie "Coded Gaze" nennt. Der Dokumentarfilm untersucht, wie KI rassischen und geschlechtsspezifischen Vorurteilen unterliegt, die die Ansichten und kulturellen Hintergründe derjenigen widerspiegeln, die sie entwickeln.

### Coded Bias
The Coded Bias ist ein Dokumentarfilm unter der Regie von Shalini Kantayya, der Joy Buolamwinis Forschung über KI-Ungenauigkeiten in der Gesichtserkennungstechnologie und automatisierter Bewertungssoftware zeigt. Er konzentriert sich auf die fehlende Regulierung der von IBM, Microsoft und Amazon verkauften Gesichtserkennungstools, die rassistische und geschlechtsspezifische Vorurteile aufrechterhalten. Der Film erzählt die Geschichte eines Streits zwischen Mietern in Brooklyn und einer Gebäudeverwaltungsgesellschaft, die versucht hat, Gesichtserkennung für die Zutrittskontrolle einzusetzen. In dem Film kommen u. a. die Autorin von Weapons of Math Destruction, Cathy O’Neil, und Mitglieder von Big Brother Watch zu Wort, darunter Silkie Carlo aus London. Am 5. April 2021 wurde der Dokumentarfilm auf Netflix zum Abruf bereitgestellt.

### Ausstellungen
Die Projekte der Algorithmic Justice League wurden weltweit in Kunstinstitutionen ausgestellt.
- 2019: The Criminal Type, Ausstellung bei APEXART, New York
- 2019: Understanding AI, Ausstellung im Ars Electronica Center, Linz
- 2019: AI: More than Human, Ausstellung im Barbican Centre, London
- 2018: Nine Moments for Now, Ausstellung im Hutchins Center, Harvard University, Cambridge (Massachusetts)
- 2018: Big Bang Data, Ausstellung im MIT Museum, Cambridge (Massachusetts)

## Auszeichnungen
2017 erhielt Buolamwini den Hauptpreis in der Profi-Kategorie des Wettbewerbs "Search for Hidden Figures", der mit der Veröffentlichung des Films "Hidden Figures" im Dezember 2016 verbunden war. Der von PepsiCo und 21st Century Fox gesponserte Wettbewerb sollte dazu beitragen, "die nächste Generation weiblicher Führungskräfte in den Bereichen Wissenschaft, Technologie, Ingenieurwesen und Mathematik zu entdecken".
Buolamwini hielt einen TEDx-Vortrag in der Beacon Street mit dem Titel How I'm fighting bias in algorithms. 2018 wurde sie in Amy Poehlers "Smart Girls" vorgestellt. Die Zeitschrift Fast Company listete sie als eine von vier "Design-Helden, die die Demokratie online verteidigen". Sie wurde als eine der 100 Women des Jahres 2018 der BBC aufgeführt.
Im Jahr 2019 wurde Buolamwini in der Liste World's Greatest Leaders des Fortune Magazins für 2019 aufgeführt. Das Magazin bezeichnete sie auch als "das Gewissen der KI-Revolution". Außerdem wurde sie 2019 in die erste Time 100 Next-Liste aufgenommen.